# حرب غوغوريو – تانغ
حرب غوغوريو- تانغ هي حرب حدثت في الفترة الممتدة بين عامي 645 حتى 668 بين مملكة غوغوريو وسلالة تانغ. خلال الحرب، تحالف الطرفان مع دول أخرى مختلفة. نجحت مملكة غوغوريو في صد جيوش تانغ الغازية خلال غزوات تانغ الأولى في 645-648. وبعد غزو بايكتشي عام 660، غزت جيوش تانغ وشلا مملكة غوغوريو من الشمال والجنوب في عام 661، لكنهم أجبروا على الانسحاب عام 662. وفي عام 666، توفي يون غايسمون واجتاحت مملكة غوغوريو خلافات عنيفة، وانشقاقات عديدة، وخيم الإحباط بشكل كبير. شن تحالف تانغ - شلا غزوًا جديدًا في العام التالي، بمساعدة المنشق يون نامسينغ. وفي أواخر عام 668، استسلمت مملكة غوغوريو وبقايا جيش بايكتشي للجيوش المتفوقة عددًا لأسرة تانغ وشلا، بعد أن أنهكتها الهجمات العسكرية الكثيرة والمعاناة من الفوضى السياسية الداخلية.
كانت الحرب بمثابة نهاية فترة ممالك كوريا الثلاث التي استمرت منذ 57 قبل الميلاد. وبدأت بعد ذلك حرب شلا – تانغ، وتحاربت خلالها مملكة شلا وإمبراطورية تانغ على الغنائم التي حصلوا عليها.

## البداية
كانت مملكة شلا قد تقدمت بطلبات عديدة إلى بلاط تانغ للحصول على مساعدة عسكرية ضد مملكة غوغوريو، والتي بدأ البلاط ينظر فيها بعد فترة وجيزة من هزيمة غوكتورك بشكل حاسم في عام 628. في الوقت نفسه، كانت شلا أيضًا في صراع مفتوح مع بايكتشي عام 642. وقبل عام من ذلك، في عام 641، تولى الملك أويجا عرش بايكتشي. وهاجم الملك أويجا شلا في عام 642 واستولى على نحو 40 نقطة محصنة. وفي هذه الأثناء، في عام 642، قتل الدكتاتور العسكري يون غايسمون أكثر من 180 من الأرستقراطيين الغوغوريين واستولى على عرش غوغوريو. ثم وضع ملكًا دمية على العرش بعد قتل الملك عام 642. وكانت هذه الحكومات المشكلة حديثًا في بايكتشي غوغوريو تستعد للحرب وأنشأت تحالفًا متبادلًا ضد تانغ وشلا.

## مسار الحرب

### الصراع عام 645
استخدم الإمبراطور تايزونغ من تانغ قتل يون غايسمون لملك غوغوريو كذريعة لحملته وبدأ الاستعدادات لتجهيز قوة غزو في عام 644. قاد الجنرال لي شيجي جيشًا قوامه 60 ألف جندي من تانغ وعدد غير معروف من القوات القبلية التي تجمعت في يوتشو. قاد الإمبراطور تايزونغ سلاح فرسان مدرع قوامه 10 ألاف جندي. والتقى سلاح الفرسان في النهاية بجيش الجنرال لي شيجي وانضموا إليهم خلال الحملة. ونقل أسطول مكون من 500 سفينة 40 ألف جندي مجند إضافي و3000 رجل عسكري (متطوعون من نخبة تشانغآن ولويانغ). وأبحر هذا الأسطول من شبه جزيرة لياودونغ إلى شبه جزيرة كوريا.
في أبريل عام 645، غادر جيش الجنرال لي شيجي مدينة ينتشنغ (تشاويانغ في الوقت الحاضر). في 1 مايو، عبروا نهر لياو إلى أراضي مملكة غوغوريو. وفي 16 مايو، فرضوا حصارًا على غايمو (كايمو)، التي سقطت بعد 11 يومًا من الحصار فقط، وأسروا 20 ألف شخص وصادروا مئة ألف شي (6 ملايين لتر) من الحبوب.
بعد ذلك، تقدم جيش الجنرال لي شيجي إلى لياودونغ (ريوتونغ). وفي 7 يونيو، سحق جيش غوغوريو الذي كان قوامه 40 ألف جندي، والذي أرسل إلى المدينة لتخفيف حصار تانغ. وبعد أيام قليلة، وصل سلاح الفرسان التابع للإمبراطور تايزونغ إلى لياودونغ. وفي 16 يونيو، نجح جيش تانغ بإشعال النار في لياودونغ بقذائف حارقة وخرق جدرانها الدفاعية، ما أدى إلى سقوط لياودونغ في أيدي قوات تانغ.
سار جيش تانغ أبعد إلى بايان (بيكام) ووصل إلى هناك في 27 يونيو. ومع ذلك، سلم قادة غوغوريو المدينة إلى جيش تانغ. بعد هذا، أمر الإمبراطور تايزونغ بعدم نهب المدينة وعدم استعباد مواطنيها.
في 18 يوليو، وصل جيش تانغ إلى حصن أنسي. ثم أرسل جيش غوغوريو، الذي كان يتضمن قوات شعب الموهي، لإغاثة المدينة. وبلغ عدد جيش غوغوريو المعزز 150 ألف جندي. ومع ذلك، أرسل الإمبراطور تايزونغ الجنرال لي شيجي مع 15000 جندي لإلهاء قوات غوغوريو. في هذه الأثناء، كانت قوة أخرى من تانغ ستحاصر سرًا قوات العدو من الخلف. ثم التقى الجانبان في معركة جوبيلسان في 20 يوليو، وخرج جيش تانغ منتصرًا. تشتت معظم قوات غوغوريو بعد هزيمتهم. هربت قوات غوغوريو المتبقية إلى تلة قريبة، لكنهم استسلموا في اليوم التالي بعد تطويق جيش تانغ لهم. أسرت قوات تانغ 36800 جندي. من بين هؤلاء السجناء، أرسلت قوات تانغ 3500 ضابط وزعيم قبيلة إلى الصين، وأعدموا 3300 جندي من شعب الموهي، وفي النهاية أطلقوا سراح بقية جنود غوغوريو العاديين. لكن جيش تانغ لم يستطع اقتحام مدينة أنسي، التي كانت تدافع عنها قوات يانغ مانشون. وهاجمت قوات تانغ القلعة ست أو سبع مرات في اليوم، لكن المدافعين صدوهم كل مرة. ومع مرور الأيام والأسابيع، فكر الإمبراطور تايزونغ في التخلي عن حصار أنسي للتقدم بشكل أعمق في مملكة غوغوريو، ولكن تهديد أنسي كان أكبر من تركها والتقدم في الحملة. في النهاية، راهن التانغ على كل شيء لبناء تل ضخم، لكن المدافعين استولوا عليه بنجاح على الرغم من ثلاثة أيام من الاعتداءات المحمومة من قبل قوات تانغ. وفوق ذلك، تفاقم الوضع بسبب الظروف السيئة لجيش تانغ جراء الطقس البارد (كان الشتاء يقترب) وتناقص المؤن، اضطر الإمبراطور تايزونغ إلى الأمر بالانسحاب من غوغوريو في 13 أكتوبر، لكنه ترك وراءه هدية ثمينة لقائد حصن أنسي. كان انسحاب تانغ تايزونغ صعبًا ومات العديد من جنوده.
اعتنى تايزونغ نفسه بإصابات جنرالي التوجو تشيبي هيلي وآشينا سيمو، اللذين أصيبا خلال الحملة ضد مملكة غوغوريو.